# كأس الملك غازي 1933–34
وهي البطولة الثالثة بعد بطولتي 1931/1932 و1932/1933 وفاز فيها نادي القوة الجوية للمرة الثانية على التوالي.
كأس الملك غازي 1933–34 هي النسخة الثانية من بطولة كأس الملك غازي لكرة القدم في العراق. أُقيمت البطولة تكريمًا للملك غازي، الذي كان ملك العراق في تلك الفترة. تُعتبر البطولة من أقدم البطولات الكروية في البلاد.
شارك في هذه النسخة عدد من الفرق المحلية العراقية، حيث تنافست على الفوز بالكأس. وتمكّن نادي القوة الجوية، المعروف آنذاك باسم فريق القوة الجوية العراقية، من الفوز بالبطولة بعد تقديمه أداءً مميزًا طوال المنافسات.
تُعد هذه البطولة جزءًا من التاريخ المبكر لكرة القدم العراقية، وأسهمت في تطوير اللعبة وانتشارها بين الأندية المحلية.

## الفرق المشاركة
من الفرق المشاركة:
- نادي الشرطة
- نادي القوة الجوية
- المدرسة الحربية
- السيارات
- دار المعلمين (انسحب بعد خوضه مباراة واحدة فقط)

## بعض النتائج المعروفة
- القوة الجوية × دار المعلمين (8-0)
- القوة الجوية × المدرسة الحربية (4-0)
- القوة الجوية × اللاسلكي (2-1)
- القوة الجوية × السيارات (1-1)
- القوة الجوية × المدرسة الحربية (2-3)
- القوة الجوية × اللاسلكي (2-1)

## المباراة النهائية
انتهت المباراة النهائية التي أقيمت يوم نيسان 1934 بفوز نادي القوة الجوية على فريق اللاسلكي بهدفين مقابل هدف واحد بعد تمديد المباراة إلى وقت إضافي.